# Annamirl Bierbichler
Annamirl Bierbichler (Ambach, 7 décembre 1946 - Penzberg, 27 mai 2005) est une actrice allemande.

## Filmographie
- 1977 : La Guerre de la bière de Herbert Achternbusch
- 1988 : La Fiancée thaïlandaise